# Вознесенский, Лев Александрович
Лев Алекса́ндрович Вознесе́нский (26 апреля 1926, Ленинград — 9 декабря 2020, Москва) — советский и российский экономист, учёный и педагог, государственный и общественный деятель.

## Биография
Родился в Ленинграде. Отец — Александр Алексеевич Вознесенский (1898—1950), ректор ЛГУ, министр просвещения РСФСР. Мать — Анна Васильевна Судакова (1902—1979), учительница, служащая «Ленэнерго». Брат — Эрнест Александрович Вознесенский, экономист, доктор экономических наук, заведовал кафедрой финансов в Ленинградском финансово-экономическом институте им. Н. А. Вознесенского (ныне — Санкт-Петербургский государственный экономический университет). Единокровные брат и сестра — Валерий Александрович Мироненко, член-корреспондент АН СССР (ныне — РАН), действительный член Российской академии горных наук; Ирина Александровна Вознесенская.
6 сентября 1937 г. — расстрел деда, Василия Мартемьяновича Судакова (1872 г.р.) по приговору Особой тройки при УНКВД по Ленинградской области (ст. 58-10-11) за то, что некогда был священником.
1938 г. — исключение из партии матери, А. В. Судаковой (арестована в 1950 году).
Участник Великой Отечественной войны. После демобилизации поступил на политико-экономический факультет ЛГУ в 1946 году, вместе с отцом в 1948 году переехал в Москву, где окончил экономический факультет и аспирантуру МГУ. Кандидат экономических наук.
Арестован в октябре 1950, приговорен ОС МГБ 11.11.1950 к 8 годам лагерей как член семьи расстрелянных по «Ленинградскому делу» Александра Алексеевича, Марии Алексеевны и Николая Алексеевича Вознесенских. Отправлен по этапу в Караганду, в лаготделение Песчанлага в поселке Чурбай-Нура. Неудачная попытка убийства бандеровцами из-за того, что Лев прибыл в лагерь в офицерской форме. Летом 1951 года этапирован в Камышлаг. В феврале 1953 допрос приехавшим из Москвы следователем по указанию Сталина, выяснить участие расстрелянных по Ленинградскому делу в убийстве А. А. Жданова. В марте 1953-го перевод в центральный лагерь Камышлага в Ольжерасе, затем под Омск на строительство нефтеперерабатывающего завода. 21 декабря 1953 освобождён в связи с реабилитацией, восстановлен в МГУ и в партии. В 1954 году из заключения освободились мать и брат.
Сотрудник журнала «Коммунист» (1960—1966), Отдела международной информации (1966—1968) и Отдела пропаганды ЦК КПСС (1968—1974). В 1974—1991 — политический обозреватель Центрального ТВ по вопросам внутренней жизни СССР, организатор и ведущий первых в истории страны прямых телевизионных передач с обратной связью со зрителями «Проблемы — поиски — решения» (впоследствии — «Перестройка: проблемы и решения»). В 1988 году организовал Отдел информации Совета Министров СССР и возглавлял его вплоть до ухода на пенсию в 1991 году. А также создал газету «Правительственный Вестник» и был ее первым главным редактором.
Подготовил свыше двадцати аналитических записок руководству государства о состоянии дел в стране с конструктивными предложениями по их изменению и улучшению (Тезисы для Конституционной комиссии — о коренной перестройке всей советской системы (1968 г.), о спасении озера Байкал, о причинах негативных настроений в стране, о создании Отдела социально-экономической политики ЦК КПСС (1974-75-1982), о положении инвалидов с детства, об отставании СССР в развитии и применении электронно-вычислительной техники, о состоянии и перспективах Тюменского нефтегазового комплекса, о проблемах перестройки (1985) и о ее спасении (1990) и др.).
Будучи на пенсии, Л. А. Вознесенский сосредоточился на литературной работе. В 2004 году издал книгу воспоминаний и размышлений «Истины ради…», включающую и теоретические соображения о природе и причинах развала Советского государства, а также о сути создаваемого в России «постсоветского» строя.
Л. А. Вознесенский — автор более 250 печатных работ, а также множества телевизионных и радиопередач (в том числе в зарубежных странах), в течение многих лет выступал с лекциями, докладами, интервью в стране и за рубежом. Член Бюро президиума правления Союза журналистов СССР.
Похоронен на Донском кладбище.

## Награды
Награждён несколькими орденами и медалями; лауреат премии Союза журналистов СССР.

## Избранные публикации
- Вознесенский Л. А. Художественная литература в преподавании политической экономии. Изд. второе, дополненное. — М.: Соцэкгиз, 1961. — 286 с.
- Волков Ф. М., Вознесенский Л. А. Коммунизм рождается в труде. О роли движения коллективов и ударников коммунистического труда в строительстве коммунизма. — М.: Советская Россия, 1961. — 76 с.
- Вознесенский Л. А., Волков Ф. М. Капитализм и его закат. — М.: Политиздат, 1964. — 80 с.
- Вознесенский Л. А. Истины ради… — М.: Республика, 2004. — 728 с. — ISBN 5-250-01877-7 (главы о годах заключения)
- Вознесенский Л. А. Социальная справедливость — миф или путеводная звезда? — М.: Машиностроение, 2007. — 64 с. ISBN 978-5-94275-366-5
- Вознесенский Л. А. Социальная справедливость как национальная идея // Свободная мысль, 2008, № 4. — С. 5—18. — ISSN 08694443
- Вознесенский Л. А. Беззаконие… «по закону». В кн.: Судьбы людей. «Ленинградское дело». С.-Пб., 2008, с.23-42.